# 영국 대법원 판사

영국 대법원 판사(Judges of the Supreme Court of the United Kingdom)는 상임항소법관이 폐지된 후 영국 대법원의 판사이다. 수장은 영국 대법원장(President of the Supreme Court of the United Kingdom)이며 부수장은 수장은 영국 부대법원장(Deputy president of the Supreme Court of the United Kingdom)이다.